# Eucalyptus argophloia
Eucalyptus argophloia är en myrtenväxtart som beskrevs av William Faris Blakely. Eucalyptus argophloia ingår i släktet Eucalyptus och familjen myrtenväxter. Inga underarter finns listade i Catalogue of Life.